# ولید بن طلال
شاهزاده ولید بن طلال بن عبدالعزیز آل سعود (عربی: الولید بن طلال) (زاده ۷ مارس ۱۹۵۵) کارآفرین، سرمایه‌دار اهل عربستان سعودی است. وی به‌عنوان ثروتمندترین فرد جهان عرب شناخته می‌شود. ولید بن طلال، فرزندِ شاهزاده طلال بن عبدالعزیز آل سعود و نوه ملک عبدالعزیز بن عبدالرحمن آل سعود، بنیان‌گذار عربستان سعودی و برادرزاده پادشاهانِ بعدی آن کشور است. پدربزرگ مادری او ریاض الصلح، نخستین نخست‌وزیر لبنان بود و به همین دلیل ولید بن طلال دارای تابعیت دوگانه سعودی-لبنانی است. وی در نوامبر ۲۰۱۷ به دستور کمیته مبارزه با فساد در عربستان سعودی بازداشت شده‌است. وی پس از ۸۴ روز حبس، در ۲۷ ژانویه ۲۰۱۸ از زندان آزاد شد. 

## ثروت
ولید بن طلال یکی از ثروتمندترین افراد در جهان است و از او به عنوان یکی از سرمایه‌گذاران اصلی در آمریکا و کشورهای اروپایی از جمله فرانسه و بریتانیا یاد می‌شود. ثروت او بیش از ۱۸ میلیارد دلار برآورد شده‌است. این درحالی است که در ماه مارس ۲۰۱۳ در فهرست ثروتمندترین افراد جهان، که توسط مجله فوربز منتشر شد، او با دارایی خالصِ ۲۰ میلیارد دلار در رتبهٔ ۲۶ قرار گرفت.
او علاوه بر توییتر و اپل، در هتل‌های زنجیره‌ای فورسیزنز و مؤسسه نیوزگروپ روپرت مرداک هم سرمایه‌گذاری کرده‌است.
ولید بن طلال، رئیس هیئت مدیره کینگدام هولدینگ کمپانی است. این شرکت از سهامداران بانک سیتی‌گروپ آمریکا و شهربازی یورو دیزنی است و سهامش در بازار بورس عربستان عرضه می‌شود. کینگدام هولدینگ کمپانی (کی‌اچ‌سی) مدعی است که با سرمایه‌گذاری در صنعت هتلداری، بازار املاک و رسانه‌های خبری یکی از بزرگ‌ترین سرمایه‌گذاران خارجی در آمریکا به حساب می‌آید. این کمپانی از سهامداران دیزنی، فاکس قرن ۲۱، نیوز کورپ، جنرال موتورز و توییتر است.

## زندگی و تحصیلات
ولید بن طلال در ۷ مارس سال ۱۹۵۵ زاده شد. والدین وی امیر طلال بن عبدالعزیز پسر مؤسس عربستان سعودی و مونا الصلح -دخترِ ریاض الصلح- نخستین نخست‌وزیر لبنانِ پس از استقلال هستند.
ولید لیسانس مدیریت بازرگانی را در سال ۱۹۷۹ از کالج منلو در کالیفرنیا، ایالات متحده آمریکا دریافت کرد. وی سپس دکترای علوم اجتماعی خود را در سال ۱۹۸۵ از دانشگاه سیراکیوز گرفت.

### بازداشت
ولید بن طلال در ۴ نوامبر ۲۰۱۷ به اتهام فساد به حکم محمد بن سلمان بازداشت شد.

## دیدگاه‌ها
امیر ولید بن طلال از همه اعراب خواسته دیدگاه خصمانه‌شان در خصوص دولت یهود را کنار بگذارند و به همزیستی مسالمت‌آمیز روی آورند.
در سال ۱۹۹۱ او یک قایق تفریحی گران‌قیمت به دونالد ترامپ هدیه داد. اما چند سال بعد به ترامپ توصیه کرد که در انتخابات ریاست جمهوری شرکت نکند چون شکست خواهد خورد. این ماجرا باعث جدال لفظی این دو شد. ترامپ آن زمان در توییترش نوشت که یک شاهزاده سعودی با «پول بابا» می‌خواهد آمریکا را اداره کند. البته شاهزاده طلال بعداً، انتخاب دونالد ترامپ را به او تبریک گفت.
پیش از آن که در عربستان سعودی به زنان اجازه رانندگی داده شود، او از منتقدان سخت‌گیری علیه زنان بود و خواهان برداشتن محدودیت برای زنان در فضاهای عمومی شده بود. او همچنین گفته بود که قصد دارد در موسسه‌های زیر نظر خود سهم بیشتری به کارکنان زن بدهد.

### ایران
ولید بن طلال که به موضع‌گیری ضد جمهوری اسلامی هم مشهور است بارها خواهانِ شدتِ برخوردِ مجامع بین‌المللی با ایران و افزایش تحریمهای جهانی علیه این کشور شده‌است.
او چندی پیش گفت که اگر اسرائیل به تأسیسات هسته‌ای ایران حمله کند، رهبران عرب به‌طور علنی آن را محکوم می‌کنند ولی در خفا بابت آن خوشحال می‌شوند.
وی همچنین در مصاحبه با جفری گلدبرگ روزنامه‌نگار پایگاه خبری بلومبرگ گفت: «اصلاً چرا پیشنهاد لغو تحریم مطرح شد؟ فشار باید ادامه یابد. تحریم‌ها باعث آغاز مذاکرات شد پس چرا نباید فشارها را حفظ کرد؟» وی ضمن محکوم کردن نرمش اوباما پس از آن که ادعا شد سوریه به عنوان نمایندهٔ ایران از سلاح‌های شیمیایی علیه شهروندانش استفاده کرده‌است، ادامه داد: «اوباما خط قرمز تعیین کرد و این خط قرمز نقض شد، اما اوباما تردید کرد، سپس کشورهای عربی به این نتیجه رسیدند که او در مقابل ایران هم مقاومت نمی‌کند.» وی در پاسخ به این سؤال که آن‌ها بیشتر از ایران متنفرند یا اسرائیل، گفت: «به لحاظ تاریخی، ایران تهدیدی بزرگ است. امپراتوری ایران همواره با امپراتوری اعراب مسلمان مخالف بوده‌است، به ویژه با سنی‌ها.»